# 革吻毛口鯰
革吻毛口鯰，為輻鰭魚綱鯰形目甲鯰科的其中一種，為熱帶淡水魚，分布於南美洲厄瓜多爾Pastaza、Napo、Curaray河上游流域，體長可達27公分，棲息在底層水域，生活習性不明。

## 扩展阅读
維基物種上的相關：革吻毛口鯰